# Židovský hřbitov v Rokytnici v Orlických horách
Židovský hřbitov v Rokytnici v Orlických horách v Královéhradeckém kraji byl založen v roce 1718.  Od roku 1994 je o chráněnou kulturní památkou.

## Popis a historie
Židovský hřbitov leží ve východní části města na kraji lesa za potokem Rokytenkou a domy čp. 108 a 109 – místo za městem si obyvatelé vyjednali u hraběte Nostitze.
Většina svažitého hřbitova byla zničena během druhé světové války. Dochovaly se necelé dvě desítky náhrobků a západní část ohradní zdi. Nejstarší dochovaný náhrobek pochází z poloviny 18. století, nejnovější je z roku 1925. Náhrobky (mazevot) byly použity například jako dlažba vnitřních dvorů v centru města.  Mezi významné osoby zde pohřbené patří místní židovský básník Moritz Reich (1831–1857).
Areál je volně přístupný.

## Galerie

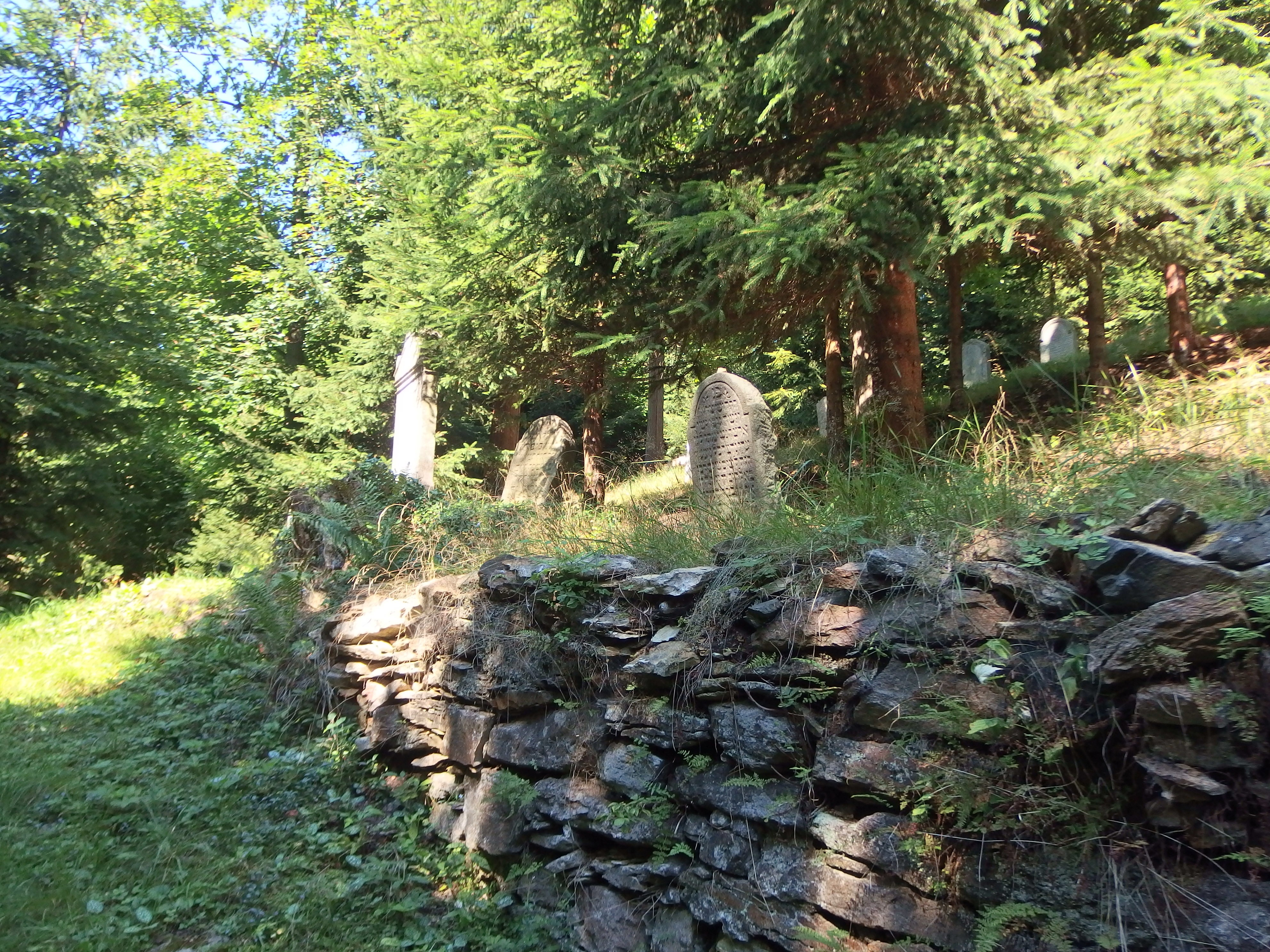
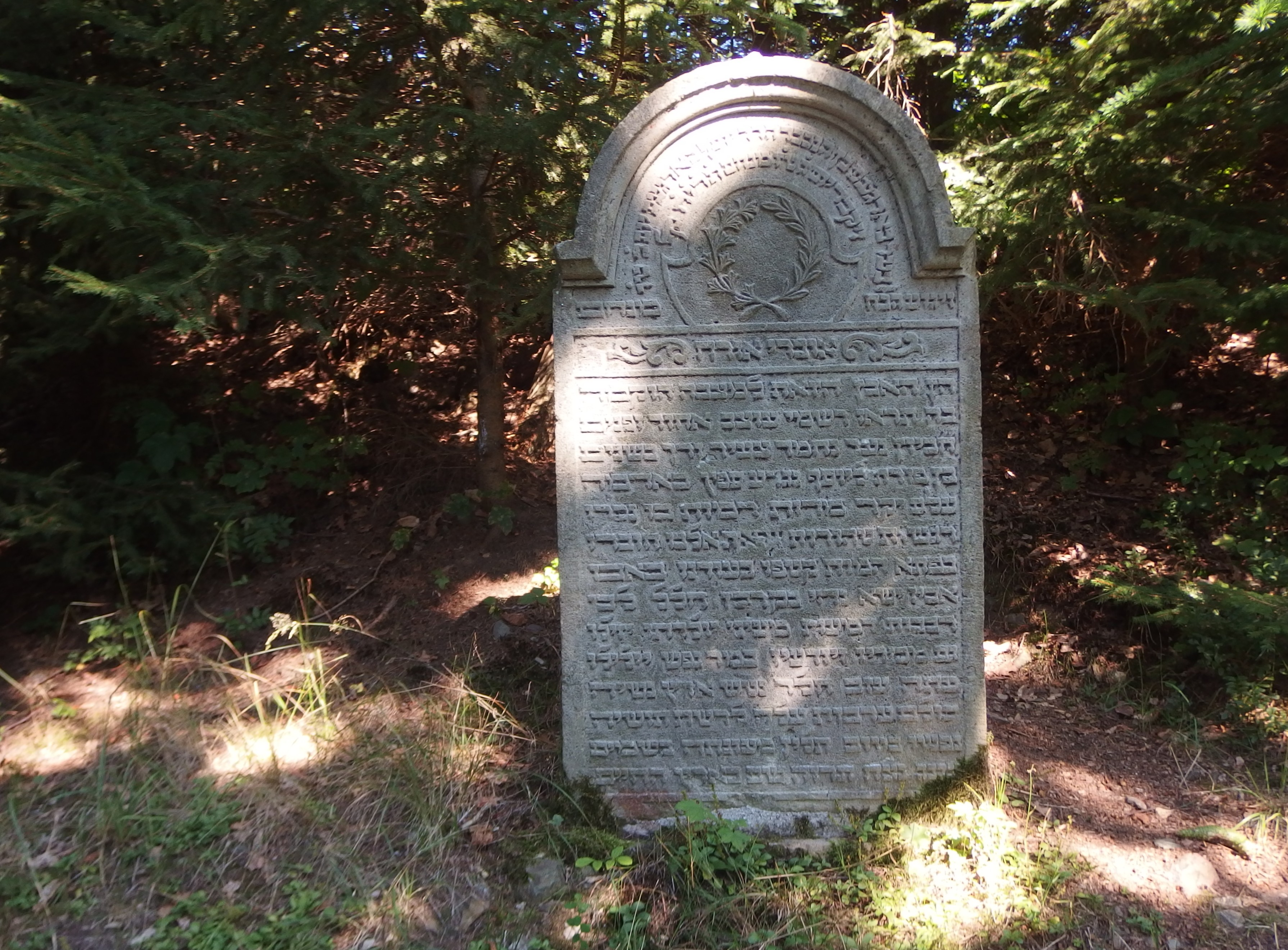
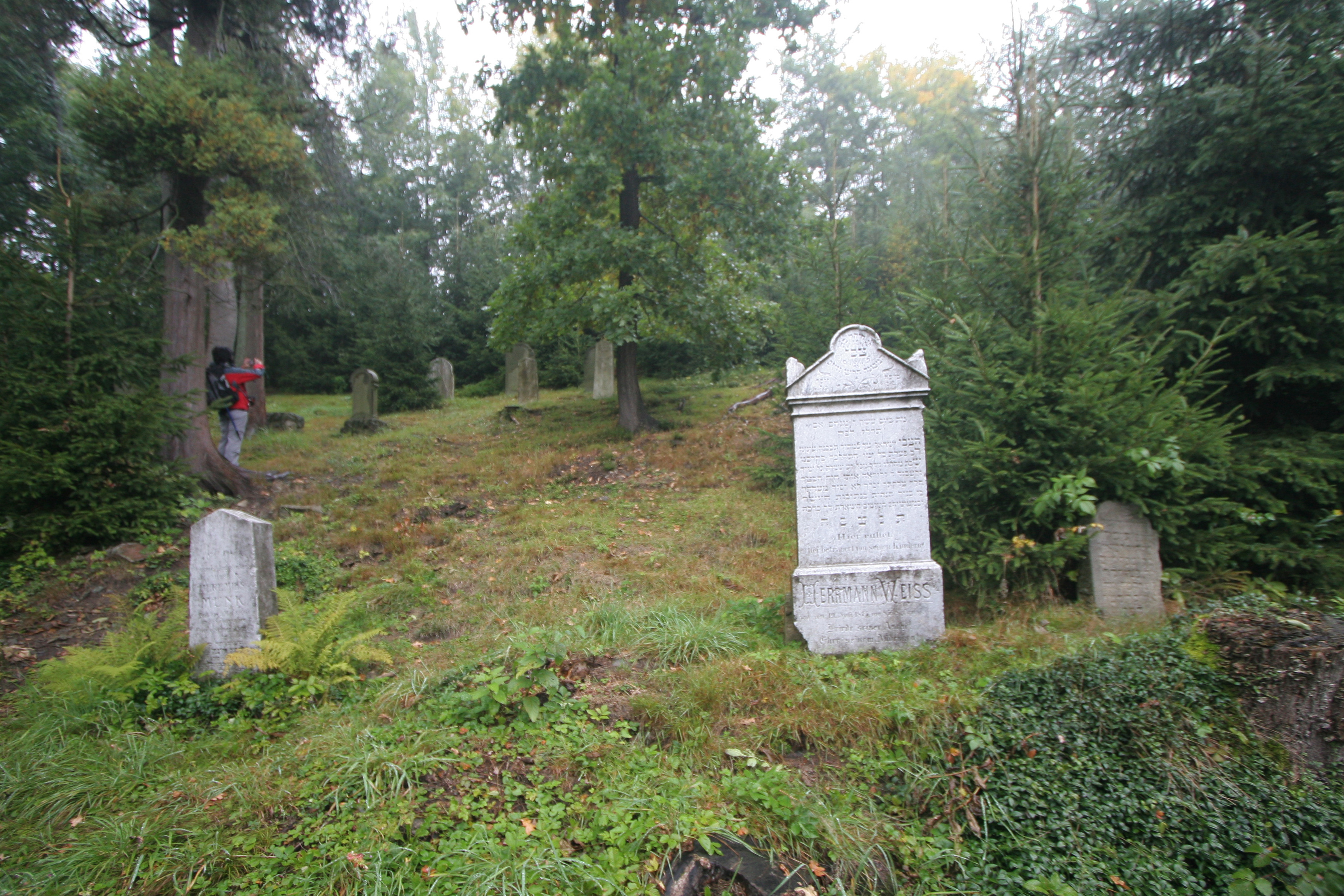
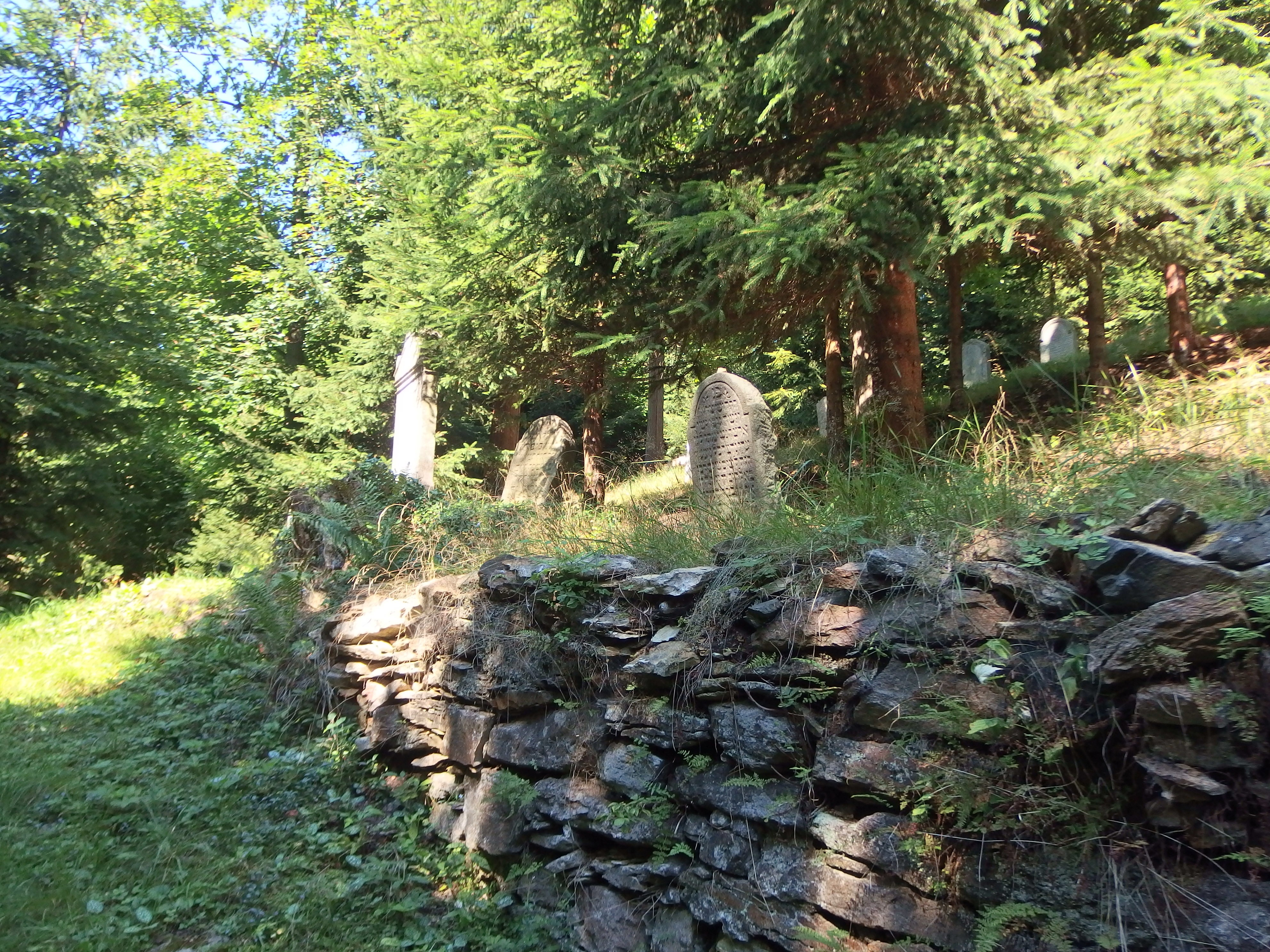
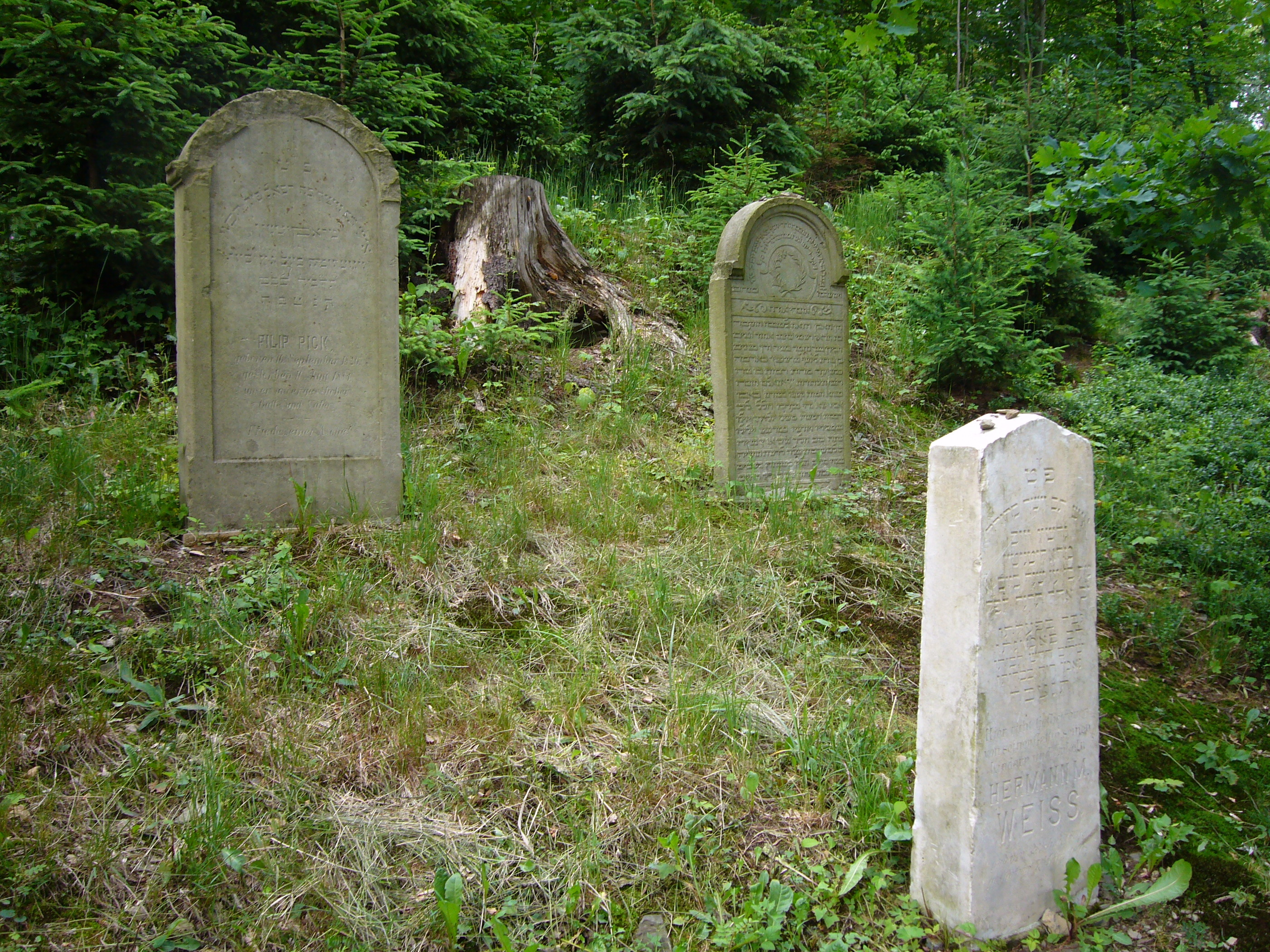